# 利贝雷茨动物园
利贝雷茨动物园, (Zoologická zahrada Liberec)是捷克共和国最古老的动物园，位于利贝雷茨，建立于1904年，占地100 公顷，园内拥有种类繁多的动物， 大型哺乳动物包括大象、长颈鹿、海狮和罕见的白虎。 它参与濒危物种的育种活动，维护基因库。

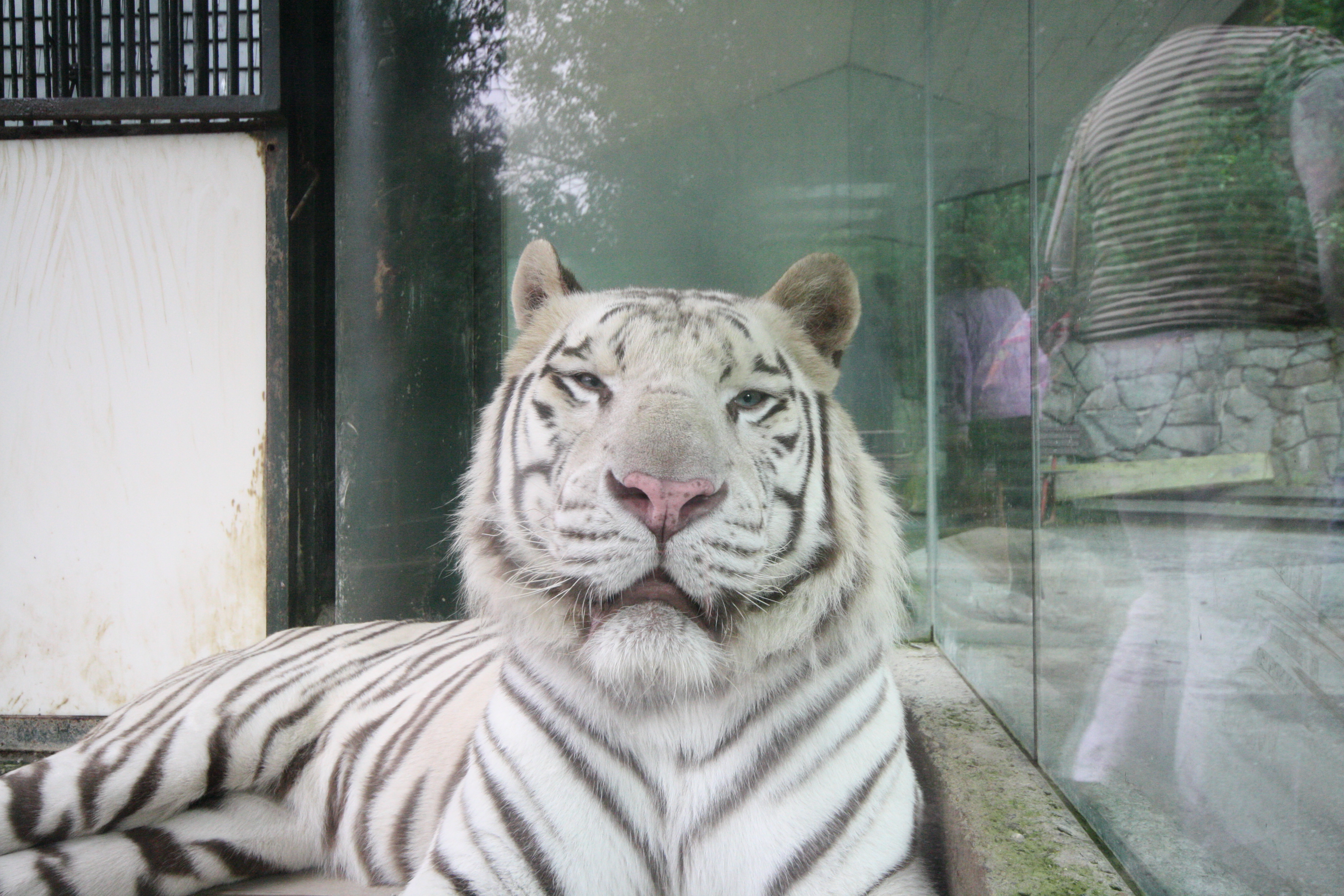
白虎